# Ogeu-les-Bains
Ogeu-les-Bains település Franciaországban, Pyrénées-Atlantiques megyében. Lakosainak száma 1274 fő (2022. január 1.). Ogeu-les-Bains Buziet, Escou, Herrère, Lasseube, Lasseubetat és Oloron-Sainte-Marie községekkel határos.

## Népesség
A település népességének változása:
| Lakosok száma | 1279 | 1295 | 1332 | 1289 | 1282 | 1276 | 1275 | 1272 | 1274 |
|               | 2013 | 2015 | 2016 | 2017 | 2018 | 2019 | 2020 | 2021 | 2022 |